# Signal (periodico)
Signal è stato un periodico illustrato stampato nella Germania nazista dal 1940 al 1945.

## Storia

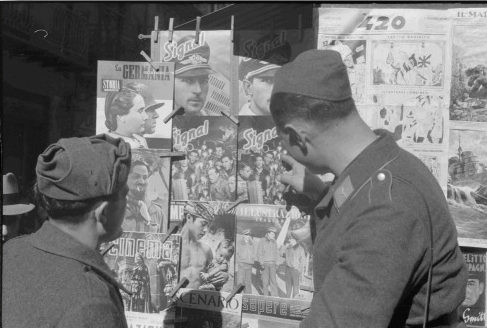
Copie di Signal vendute a Palermo, estate 1941

Ideato sul modello dell'americana Life che nel 1936 aveva inaugurato un nuovo tipo di moderno giornalismo eminentemente visivo, Signal fu concepito quale periodico di portata internazionale di alta qualità. Alcune delle sue foto sono diventate simbolo della seconda guerra mondiale. Scopo della pubblicazione era quello di veicolare propaganda nei paesi neutrali ed in quelli che il Terzo Reich aveva già occupato o si apprestava ad occupare.
Lo stesso titolo della rivista venne scelto perché il termine poteva essere facilmente inteso nel suo significato in quasi tutte le lingue europee. Inizialmente fu pubblicato in quattro lingue (tedesco, italiano, francese e inglese), ma in seguito le edizioni si moltiplicarono e raggiunsero almeno il numero di venticinque (ventotto, secondo altre fonti).
Editore fu la Deutscher Verlag, che rispondeva direttamente all'Oberkommando der Wehrmacht ("Alto Comando della Wehrmacht") e poté avere in tal modo una qualche autonomia rispetto al ministero della propaganda di Joseph Goebbels. Le pubblicazioni iniziarono il 15 aprile 1940, quando vennero stampate 136 000 copie. La tiratura aumentò rapidamente negli anni successivi, tanto che a maggio del 1943 furono sfiorati i 2,5 milioni. Si stima che fino a marzo 1945, data dell'ultimo numero pubblicato, le copie di Signal complessivamente stampate siano state 160 milioni.

## Edizioni di Signal

### 1940
- marzo – edizioni tedesca, francese, inglese, italiana
- maggio – edizione danese
- giugno – edizione olandese
- agosto – edizione norvegese

### 1941
- gennaio – edizione spagnola
- marzo – edizione bulgara
- aprile – edizioni svedese ed ungherese
- maggio – edizioni romena e croata
- giugno – edizioni portoghese, turca ed iraniana
- luglio – edizione greca
- ottobre - edizione italiana

### 1942
- gennaio – edizione finlandese
- luglio – edizioni slovacca e serba
- settembre – edizione russa, italiana
- ottobre – edizione araba

### 1944
- edizione polacca
- edizione Ost ("Est"): edizione plurilingue per azeri, tartari, armeni e turkestani